# Dasho Jigme Dorji Wangchuck
Dasho Jigme Dorji Wangchuck, Gyaltshab, född 14 april 1986, är prins av Bhutan. Han är son till tidigare kungen Jigme Singye Wangchuck och yngre bror till nuvarande kung Jigme Khesar Namgyel Wangchuck.